# Mataura (miasto)
Mataura – miasto w Nowej Zelandii, na Wyspie Południowej, w regionie Southland.